# Science and Technology of Advanced Materials
Science and Technology of Advanced Materials (abgekürzt STAM oder nach ISO 4 Sci. Technol. Adv. Mater.) ist eine englischsprachige Open-Access-Fachzeitschrift. Es wird vom National Institute for Materials Science (NIMS, Japan) und der Eidgenössischen Materialprüfungs- und Forschungsanstalt über Taylor & Francis herausgegeben. Die Erstausgabe erschien im Jahr 2000. Artikel werden in der Astrophysics Data System, Chemical Abstracts Service, Inspec, PubMed, Science Citation Index, Scopus und Web of Science indiziert. Seit März 2014 werden sie im Open-Access-Modus (CC BY) veröffentlicht.